# عبد القادر عطا
عبد القادر أحمد عطا كاتب ومحقق مصري (1921- 13 يونيو 1983).

## نشأته وتعليمه
ولد في فجر الأربعاء 12 شعبان 1339 هـ الموافق 20 أبريل 1921 م في بلدته بيشة قايد بمحافظة الشرقية.

## مؤلفاته
1. «اللقاء بين الزوجين في ضوء الكتاب والسنة»،
2. «الطريق الي الجنة مختصر حادي الأرواح في بلاد الأفراح»،
3. «الرسول صلي الله عليه وسلم والشباب»،
4. «الكبائر والصغائر»،
5. «لماذا بعث النبي صلي الله عليه وسلم في مكة ولم يبعث في غيرها»،
6. «هذا حلأل، وهذا حرام»،
7. «خطب الجمعة والعيدين للمنبر والوعاظ والإرشاد »،
8. «الرسول والمذاهب الهدامة»،

وحقق:
1. «حقائق الإسلام وأسراره» لعبد الغني النابلسي
2. «من أسرار التنزيل» لفخر الدين الرازي
3. «تناسق الدرر في تناسب السور» لجلال الدين لسيوطي
4. «أسرار ترتيب القران» للسيوطي أيضا
5. «روضة التعريف بالحب الشريف» للسان الدين الخطيب
6. «السراج الوهاج في حقائق الأسراء والمعراج» للنعماني
7. «عجائب القران» للفخر الرازي
8. «ثلاث رسائل في عقيدة المسلم» المحاسبي
9. «مكفرات الذنوب وموجبات الجنة» لابن الديبع الشيباني،
10. «تاويل مختلف الحديث في الرد علي أعداء الحديث»،
11. «عمل اليوم والليلة» لابن السني،
12. «صيد الخاطر» لابن الجوزي،
13. «الامر بالمعروف والنهي عن المنكر» للخلال،
14. «احكام النساء» لابن حنبل، «التوبة» للمحاسبي،
15. «اسرار التكرار في القران» للكرماني،
16. «قصص الانبياء» لابن كثير،
17. «المنثورات وعيون المسائل المهمات» يحي بن شرف الدين النووي،
18. «الرعاية لحقوق الله» المحاسبي،
19. «معجزات الرسول صلي الله عليه وسلم» للشعراوي،
20. «شبهات وأباطيل خصوم الإسلام والرد عليها» للشعراوي،
21. «الأربعين في صفات رب العالمين» لشمس الدين الذهبي،
22. «آداب النفوس » للمحاسبي.[2]

## وفاته
توفي في فجر الإثنين 2 رمضان 1403 هـ الموافق 13 يونيو 1983 م.